# أسولو (إيطاليا)
أسولو، ( النطق الإيطالي: [ˈaːzolo] ) هي بلدة ( كومونا ) تقع في منطقة فينيتو في شمال إيطاليا. وتُعرف باسم "لؤلؤة مقاطعة تريفيزو "، وأيضًا باسم "مدينة الأفق المائة" بسبب مواقعها الجبلية.

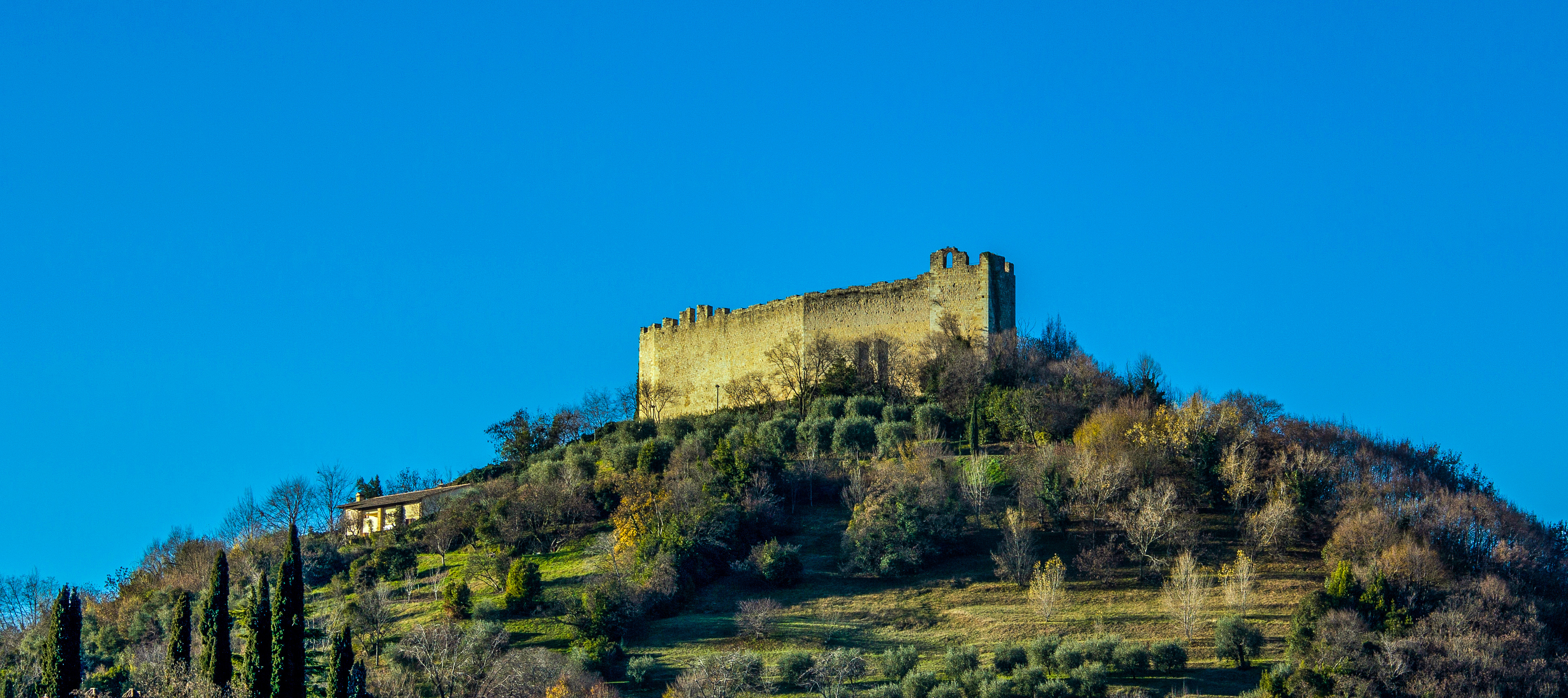
قلعة أسولو.

## تاريخ
كانت المدينة في الأصل مستوطنة من فينتي، وقد ورد ذكرها باسم أسيلوم في أعمال بليني. وقد تم تسجيل مواطنيها في القبيلة الرومانية كلوديا. وكان يسمى [ أسيلوم ]في أعمال السينودس الذي عقد في مارانو في عام 588 أو 591، حيث كان أحد المشاركين هو" أنيلوس إبيسكوبس المقدس اسيلينا "و كان اسم أسولو مستخدمًا بالفعل بحلول وقت انعقاد السينودس في مانتوفا عام 827 (أو ربما 835)، حيث لوحظ مشاركة أرثيميوس إبيسكوبس أسولينسيس. وفي عام 969، خصص الإمبراطور أوتو الأول أراضي أبرشية أسيلوم / أسولو لأبرشية تريفيزو. وقد يكون هذا الإجراء مرتبطًا بالدمار الذي تسبب فيه المغيرون المجريون الذين هزموا في 899 بيرينغار الأول من إيطاليا بالقرب من المدينة. ومع ذلك، كان أحد الأساقفة في السينودس في روما تحت قيادة البابا ليو التاسع عام 1049 يُدعى أوغو أسولو.  وفي الوقت الراهن لم تعد أسقفية سكنية، فقد تم إدراج "أسيلوم "اليوم من قبل الكنيسة الكاثوليكية كموقع مميز. 
وفي أوائل العصور الوسطى، كانت أسولو ملكًا لعائلة عزيليني. في وقت لاحق ، كانت عاصمة ومقر المحكمة لإقطاعية أسولو، والتي منحتها جمهورية البندقية (التي تنتمي إليها) كاترينا كورنارو، ملكة قبرص السابقة؛ في عام 1489 تم منحها لها مدى الحياة، ولكن في عام 1509 عندما غزت عصبة كامبراي أسولو ونهبتها، فرت كاترينا إلى المنفى وتوفيت في البندقية بعد عام. في عهدها، كان الرسام جنتيل بيليني والشاعر أندريا نافاجيرو والكاردينال بيترو بيمبو جزءًا من البلاط. 

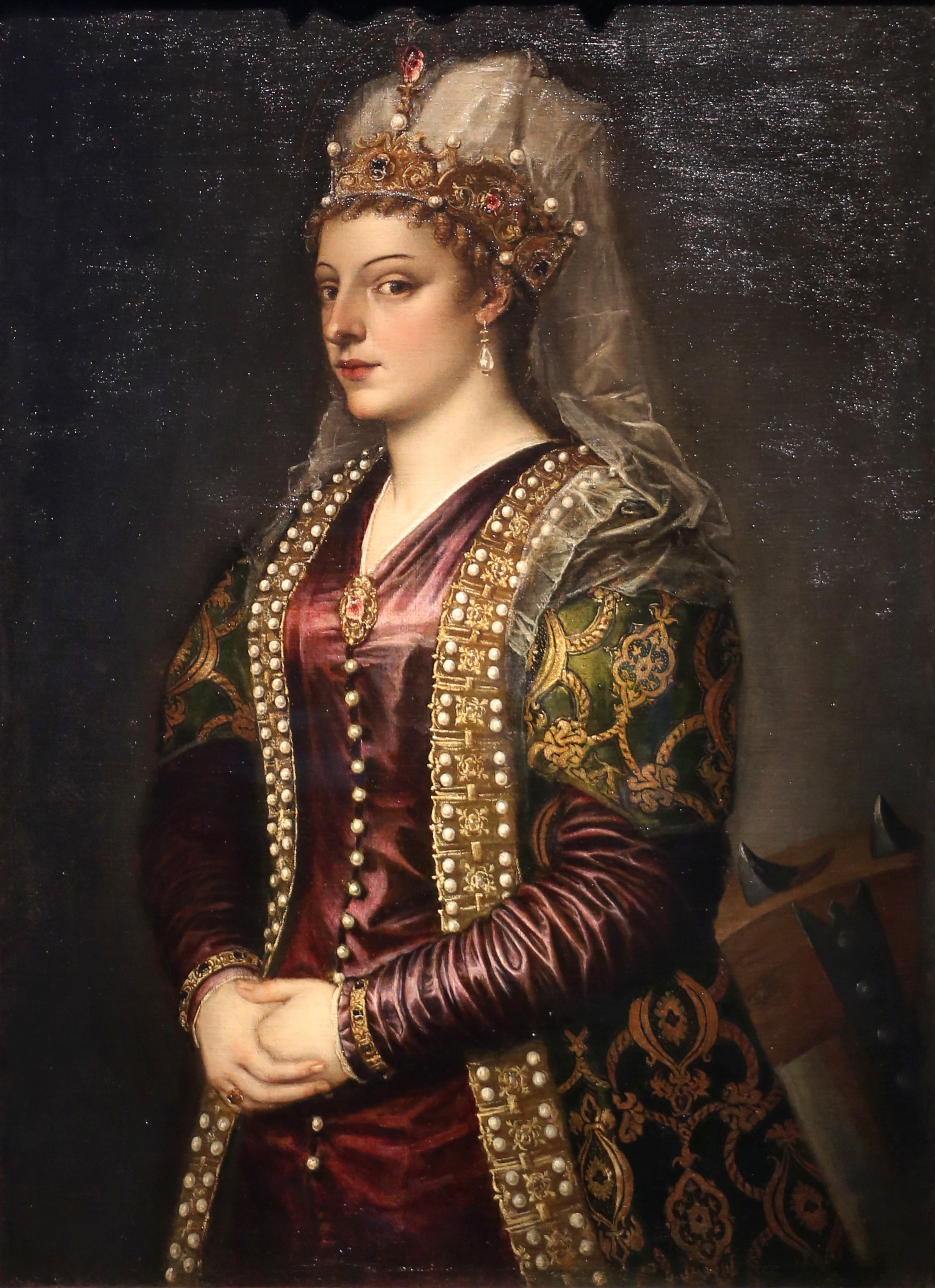
صورة كاترينا كورنارو

وفي عام 1798، قام المصمم الإيطالي أنطونيو لوكاتيلي ببناء مسرح أسولو في قاعة الجمهور السابقة بقلعة كاترينا كورنارو.
وتم شراء المسرح في وقت لاحق من قبل فلوريدا، لمتحف جون ومابل رينغلينغ للفنون. تم تفكيك المسرح وشحنه إلى ساراسوتا بولاية فلوريدا وإعادة تجميعه في أحد صالات العرض بالمتحف في عام 1952. و تقرر بعد ذلك إعادة تجميع المسرح في مسرح صالح للاستخدام، على أرض المتحف في أواخر الخمسينيات. وتم افتتاح المسرح المشيد حديثًا في عام 1958 ، وهو الآن موطن كل من مسرح أسولو ريبيرتوري وجامعة ولاية فلوريدا / معهد أسولو لتدريب الممثلين.
وكانت المدينة أيضًا موطنًا للشاعر الإنجليزي روبرت براوننج، والممثلة إليونورا دوس، والمستكشف فريا ستارك، وعازف الكمان ويلما نيرودا، والملحن جيان فرانشيسكو ماليبيرو .  

### التاريخ اليهودي
ويعود أقدم دليل على وجود اليهود في أسولو إلى منتصف القرن السادس عشر. في ذلك الوقت، وكان يعيش في أسولو 37 يهوديًا. كان المجتمع يمتلك مقبرة، ويتم عرض شواهد القبور القديمة منها في المعرض المحلي. وفي 22 نوفمبر 1547، قُتل 10 يهود ينتمون إلى مجتمع أسولو، وقد كانوا في ذلك الوقت 7 عائلات وضيفين، على يد حشد بقيادة رجل يُدعى أنطونيو باريستو. كما دمرت منازل خمس عائلات يهودية. تم تقديم عدد من المهاجمين إلى العدالة وحكم عليهم بالإعدام أو النفي. وكان أحد الناجين ماركو كوهين، الذي أسس عائلة كانتاريني، المعروفة بالعديد من أعضائها مثل حاييم موسى كانتاريني، وآخرين.  وتشير وثائق أخرى للمجتمع اليهودي في أسولو إلى حظر حمل اليهود للأسلحة والالتزام بارتداء الشارة الصفراء.  وكانت هناك أدلة على الوجود اليهودي بعد هجوم 1546، يعود تاريخه إلى منتصف القرن السابع عشر.  كان الحي اليهودي يقع عند منعطف شارع كولماريون، ويحده من الشمال طريق كولماريون القديم ، ومن الجنوب بياتزا ديل بافيون وبواسطة امتداد فيا س. كاترينا وعبورها زقاق بلفيدير القصير - كانت هذه المنطقة تسمى " الغيتو "، وتضم حوالي ستة منازل. 

## فرازيوني
- كاسيلا
- Pagnano
- فيلا داسولو

## المعالم السياحية الرئيسية
- بقايا مدرج (في فيلا فريا ) وقناة.
- روكا (قلعة ، أواخر القرن الثاني عشر وأوائل القرن الثالث عشر).
- قلعة كاترينا كورنارو ، وهي الآن موطن لمسرح إليونورا دوز .

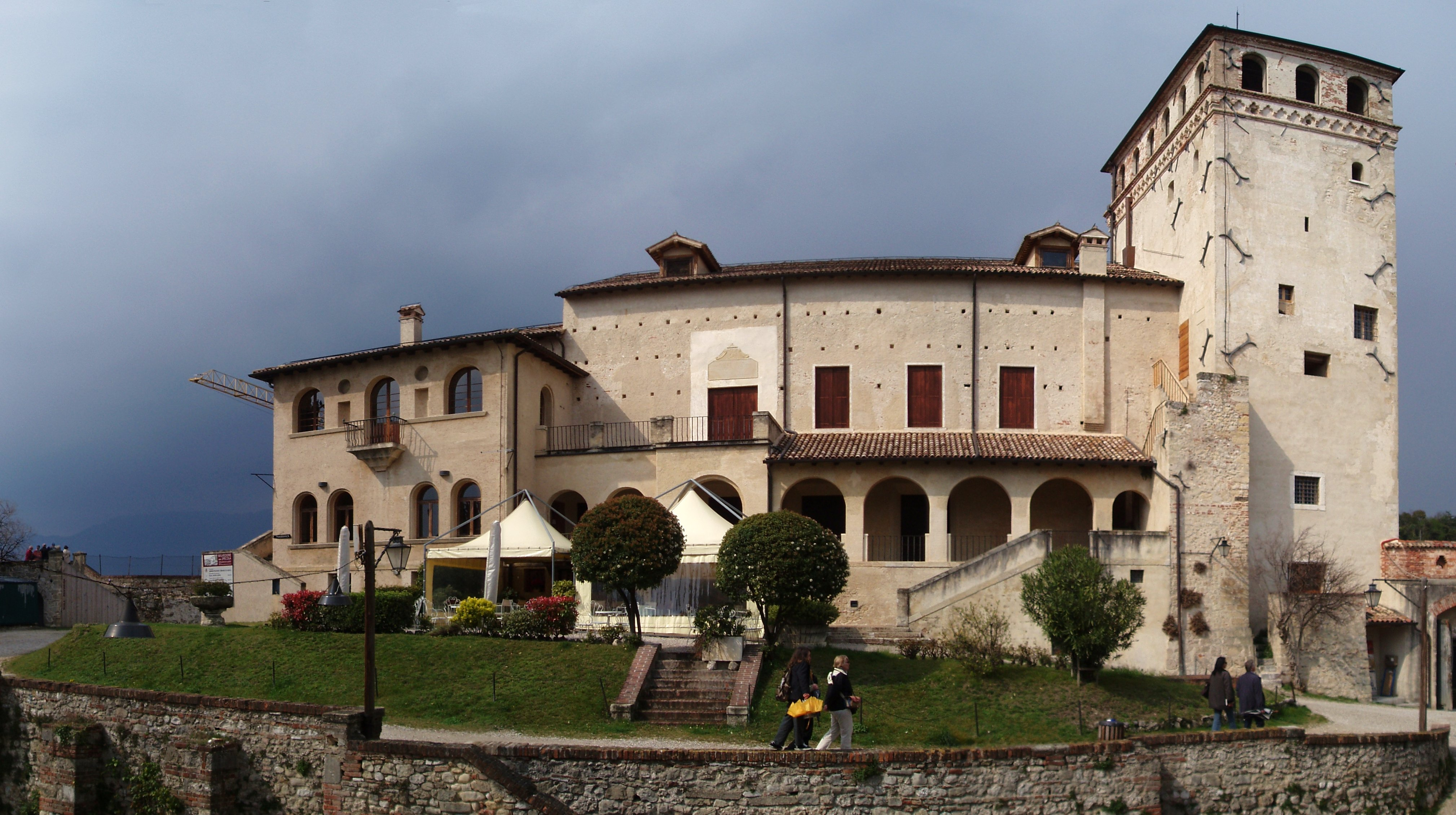
منظر داخلي للمحكمة للقلعة

- قصر ديلا راجيوني يضم متحف المدينة.
- الكاتدرائية ، التي بنيت عام 1747. في الداخل يوجد مذبح Assunta بواسطة Lorenzo Lotto .

ولعدد من السنوات ، كانت دير القديس بطرس (الواقعة أسفل لا روكا ) و تضم جامعة أمريكية: كونسورتيوم الدولية لإدارة و تحليل الاعمال (CIMBA) .   وقد عاش الطلاب من جميع أنحاء العالم ودرسوا وعملوا في الدير الذي تم تحويله في أسولو أثناء حصولهم على ماجستير إدارة الأعمال. وتم نقل برنامج كونسورتيوم الدولية لإدارة وتحليل CIMBA ومنذ ذلك الحين إلى حرم جامعي أكبر في سيد جرابا القريبة.
- Chiesa dell'Assunta (افتراض السيدة العذراء، الذي تم تصويره في فسيفساء الواجهة الرئيسية)، كاتدرائية مرعى سكني سابق في أسيلوم أو أسولو.
- Chiesa di San Gottardo (غير مكرس): يضم الآن حفلات موسيقية.
- Chiesa di Santa Caterina، مع لوحات جدارية من القرن الرابع عشر
- Chiesa di Sant'Anna، بجوار المقبرة حيث دفنت Freya Stark وEleonora Duse.

## فهرس
- Giorgio Fossaluzza; Museo civico (Asolo, Italy) (2014). Il Museo civico di Asolo : opere dal Quattrocento al Novecento (بالإيطالية). Crocetta del Montello (Tv, Italy): Antiga edizioni. p. 635. ISBN:9788897784395. OCLC:894896525.

## روابط خارجية
- Asolo Boots & Shoes
- CIMBA